# Die Frau und der Fremde
Die Frau und der Fremde ist ein Liebes- und Kriegsdrama aus dem Jahr 1985. Der DEFA-Film entstand unter der Regie von Rainer Simon. Im selben Jahr erhielt das Werk auf der Berlinale den Goldenen Bären. Es blieb der einzige in der DDR hergestellte Film, der jemals diese Auszeichnung gewann.

## Handlung
Im letzten Kriegsjahr, 1918, befinden sich die beiden deutschen Soldaten Karl und Richard in russischer Kriegsgefangenschaft. Während auf Karl zuhause keine Frau wartet, erzählt Richard ausführlich von seiner Anna. Es gelingt Karl, der Gefangenschaft zu entkommen und über tausend Kilometer nach Deutschland zu kommen. Er sucht Anna auf und gibt sich als Richard aus.
Anna lässt sich keinen Moment darüber täuschen, dass Karl nicht Richard ist. Weil sie aber schon kurz nach Kriegsbeginn behördlich verständigt worden ist, dass Richard gefallen sei, und angesichts der Männerknappheit während des Kriegs, nimmt sie den Fremden, der so viel von ihr weiß, bei sich auf. Rasch werden sie ein Paar und schlafen miteinander. Karl nimmt eine Arbeit in einer Munitionsfabrik auf, und Anna wird schwanger. Doch wenige Monate nach Kriegsende trifft Richard in der Wohnung ein. Fassungslos nimmt er zur Kenntnis, dass seine Frau nun dem Kameraden gehört. Anna und Karl verlassen die Wohnung und ziehen davon.

## Über das Werk
Regisseur Rainer Simon schrieb das Drehbuch nach der Erzählung Karl und Anna (1926) von Leonhard Frank. Nach seiner Premiere konnte das Werk nur während einiger Monate in der DDR aufgeführt werden, ehe es wegen rechtlicher Schwierigkeiten mit der literarischen Vorlage aus dem Verkehr gezogen wurde. 2008 kam Die Frau und der Fremde erneut in die Kinos, wobei die Wiederaufführung auch als Neuentdeckung wahrgenommen wurde.
Das Kammerspiel wechselt zwischen Farbfilm und Sepia-Aufnahmen und macht stilistische Anleihen bei Andrej Tarkowski und Miklós Jancsó. Rainer Simon, der dem DDR-Staat kritisch gegenüberstand und von der Stasi überwacht wurde, fügte dem historischen Stoff Anspielungen auf seine Gegenwart ein. Es kommen darin Gefangene vor, die von einer Flucht Richtung Westen träumen, wobei ihnen dabei droht erschossen zu werden. Er behandelt „Themen wie Schein und Realität, Opportunismus und Widerstand, der Problematik des Identitätsverlustes und der Suche nach dem eigenen Ich“.

## Kritiken
Anlässlich der Wiederaufführung von 2008 kamen die Kritiker zu unterschiedlichen Bewertungen des Werks. „Wie aus doppelter Zeitferne erreicht uns heute dieses eindringliche Kammerspiel: ein sorgfältig gebautes Kunstwerk aus einem versunkenen Land, das eine Geschichte aus dem sehr frühen vergangenen Jahrhundert erzählt“, meinte Jan Schulz-Ojala vom Tagesspiegel. Sie sei „zart und zurückhaltend in Wörter und ins Bild gesetzt“. Die Protagonistin Anna habe „eine eigentümlich strenge Milde […]: streng gegen sich selbst und mild gegen die Welt“. Im film-dienst bezeichnete Ralf Schenk den Film als Parabel und „nuancenreich“. Der Regisseur habe die Schauspieler „zu einem zurückhaltenden, nur gelegentlich eruptiven Spiel angehalten, ganz ohne Pathos, dafür voller Selbstzweifel und Irritationen.“
Andreas Kilb von der Frankfurter Allgemeinen Zeitung wies darauf hin, dass bereits in Die Wiederkehr des Martin Guerre (1982, mit Gérard Depardieu) eine ähnliche Geschichte plausibler erzählt worden sei. Die Frau und der Fremde sei „leider nur ein typischer Defa-Kostümfilm der achtziger Jahre: enge, meistens halbnahe Einstellungen, theaterhafte Dialoge, bilderbuchhaftes Dekor und eine Geschichte, der das Parabelhafte aus allen Knopflöchern quillt.“